# Пан'європейський Союз
Пан'європейський Союз (PanEuropean Union) — це громадсько-політичний рух, спрямований на об'єднання всіх європейців у сильній Європі, яка спроможна ефективно просувати свої інтереси та ідеали у світі.
Пан'європейський Союз заявляє, що він є прихильником Європейського патріотизму, торжества національних ідентичностей всіх європейців. Беручи до уваги взаємозалежність і загальносвітові виклики, лише сильна Європа, яка є політично об'єднаною, може гарантувати майбутнє для її народів і етнічних спільнот.
Своє завдання Союз бачить у європейській інтеграції, політичному й економічному об'єднанні європейських народів на рівноправній демократичній основі та на базі загальних для європейців християнських цінностей.
Свою діяльність Союз здійснює в рамках різних європейських політичних структур, включаючи Європейський парламент. У статуті Пан'європейського союзу вказано, що дана організація є незалежною від політичних партій і рухів. Символом організації служить червоний хрест (християнство) на золотому колі (сонці еллінської мудрості). Пізніше золоте коло оточили 12 зірок, що стало прообразом емблеми Євросоюзу.

## Історія

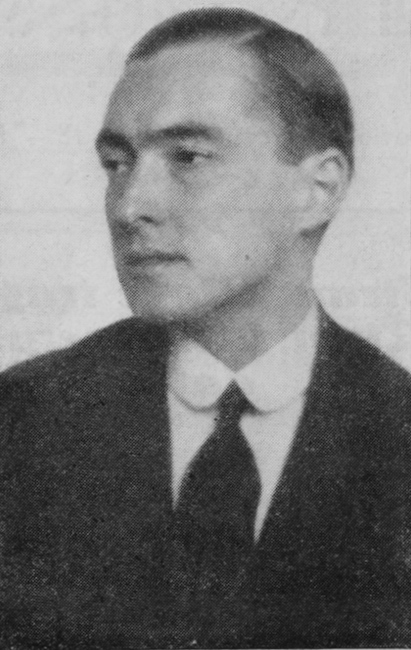
Ріхард Куденгофе-Калерґі, 1926 рік

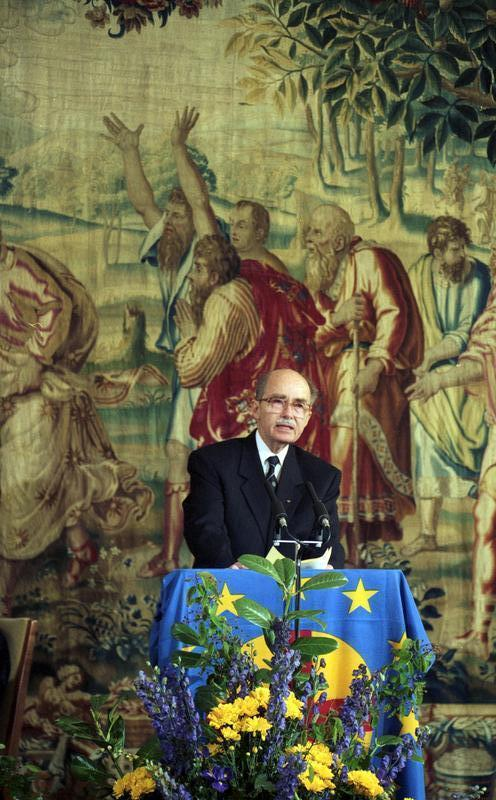
Отто фон Габсбург, 1991 рік

Пан'європейський союз заснований 1922 року Ріхардом Ніколасом Куденгофе-Калерґі у Відні. Окремі національні організації Пан'європейського союзу створювалися в європейських країнах в середині 20-х років XX століття.
У 1923 році у Відні вийшов маніфест Ріхарда Куденгофе-Калерґі «Пан-Європа», що закликає до об'єднання Європи перед обличчям загроз, що підстерігають Європу: нової світової війни, економічної гегемонії США, експансії Радянської Росії.
Ідеї Куденгофе-Калерґі відразу знайшли відгук у колах європейських інтелектуалів. У 1924 році вийшов перший номер регулярного журналу «Пан-Європа» — офіційного друкованого органу Пан'європейського Союзу. У жовтні 1926 року у Відні відбувся Перший конгрес пан'європейського руху, у якому взяли участь 2000 представників 24 народів Європи, а Куденгофе-Калерґі був обраний Міжнародним президентом. У 1927 році його почесним президентом став французький міністр закордонних справ Арістід Бріан. На засіданні Ліги націй 5 вересня 1929 року в Женеві було поставлено питання про створення Федерації європейських народів. Здійснити цю ідею завадила економічна криза, що охопила Європу.
У травні 1930 року в Берліні пройшов Другий, а в жовтні 1932 року в Базелі — Третій пан'європейський конгрес, на якому Куденгофе-Калерґі висунув тезу про непримиренне ставлення до Гітлера і Сталіна. У 1933 році пан'європейська література в Німеччині була заборонена і спалена (об'єднання Європи, на думку нацистів, призвело б до неприпустимого «змішання рас»). Організація перемістилася в Австрію.
У 1935 році у Віденському парламенті пройшло засідання Четвертого пан'європейського конгресу, присвячене боротьбі з націонал-соціалізмом. У березні 1938 року після аншлюсу Австрії нацисти розгромили секретаріат Пан'європейського союзу у Відні, а Р. Куденгофе-Калерґі був змушений втекти до Швейцарії. У 1940 році він емігрував до Нью-Йорка, де в березні 1943 року відбувся П'ятий конгрес пан-Європи.
19 вересня 1946 року Вінстон Черчилль виголосив в Цюрихському університеті промову, присвячену необхідності створення Сполучених Штатів Європи, текст якої був підготовлений спільно з Ріхардом Куденгофе-Калерґі.
Після Другої світової війни Ріхард Куденгофе-Калерґі прагне залучити до процесу об'єднання Європи Вінстона Черчилля і Шарля де Голля, виступає за звільнення народів Центральної та Східної Європи від радянської окупації і більш тісне економічне та політичне об'єднання вільних європейських держав. Одночасно він гостро критикує вузько економічну і технократичну спрямованість європейської післявоєнної інтеграції. Європейські соціалісти звинувачують Пан'європейський рух в правому консерватизмі, християнській спрямованості й монархізмі. Особливу неприязнь викликає у них різке неприйняття пан'європейцями соціалізму і комунізму.
У 1965 році Ріхард Куденгофе-Калерґі складає з себе функції почесного президента і проводить реорганізацію Пан'європейського союзу за участю міжнародного генерального секретаря організації Вітторіо Понса.
У 1973 році за пропозицією президента Франції Жоржа Помпіду Міжнародним президентом Пан'європейського союзу обирається Отто фон Габсбург, який у 1979 році бере участь у перших прямих виборах до Європарламенту.
У роки холодної війни Пан'європейський союз підтримує опозиційні рухи країн Східної Європи, відділення Союзу в цих країнах сприяють падінню комуністичного режиму. 19 серпня 1989 року в Шопроні відбувся історичний «пан'європейський пікнік». Після розпаду соціалістичного блоку в Пан'європейський союз вступає Угорщина (1989), відділення спілки створюються в Чехії, Словаччині, Польщі, Румунії, Хорватії. У грудні 1990 року в Празі пройшли генеральні збори Пан'європейського союзу, в яких взяли участь 400 делегатів від 26 великих і малих європейських народів. У квітні 2002 року у Відні й Братиславі відбувся Пан'європейський конгрес, присвячений 80-річчю заснування Союзу.

## Пан'європейський Союз сьогодні
Наразі президентом Пан'європейського Союзу є Алан Теренуар (фр. Alain Terrenoire) (Франція), Отто фон Габсбург займав до своєї смерті 4 липня 2011 року пост почесного президента. На сьогодні в Пан'європейський Союз входять членські організації Австрії, Албанії, Андорри, Великої Британії, Бельгії, Боснії та Герцеговини, Угорщини, Німеччини, Іспанії, Італії, Косово, Латвії, Люксембурга, Македонії, Румунії, Сан-Марино, Сербії, Словаччини, Словенії, Фінляндії, Франції, Хорватії, Чехії, Швейцарії, Швеції, Естонії та України.
Станом на 2023 рік Парламентська група Європейського Союзу в Європейському парламенті складається з понад 120 депутатів майже з усіх країн-членів ЄС і регулярно збирається під час сесій парламенту в Страсбурзі.

## Пан'європейський Союз і Україна
Пан'європейський Союз України було зареєстровано у 2016 році. Чинним Президентом Пан'європейського Союзу України є доктор історичних наук Ігор Володимирович Жалоба. В Україні наразі є чотири осередки цієї організації: в Києві, на Буковині, на Галичині та на Прикарпатті. Щороку в Україні відбувається Пан'європейський з'їзд, на якому збираються пан'європейці усієї Європи.